# エウコエロフィシス
エウコエロフィシス（学名 Eucoelophysis）はニューメキシコの後期三畳紀チンレ層で発見された恐竜型類の属である。当初はコエロフィシス類であると想定されていたが、ネスビットらによる研究で実際は恐竜型類のシレサウルスに近縁であることがわかった。属名は「真のコエロフィシス」または「真の中空の尾」を意味する。
しかしながら、シレサウルスとの関係性は不確かである。Jerzy Dzik はエウコエロフィシスが恐竜型類である事を見出したが、原始的な鳥盤類である可能性を排除しきれなかった。